# 造像記

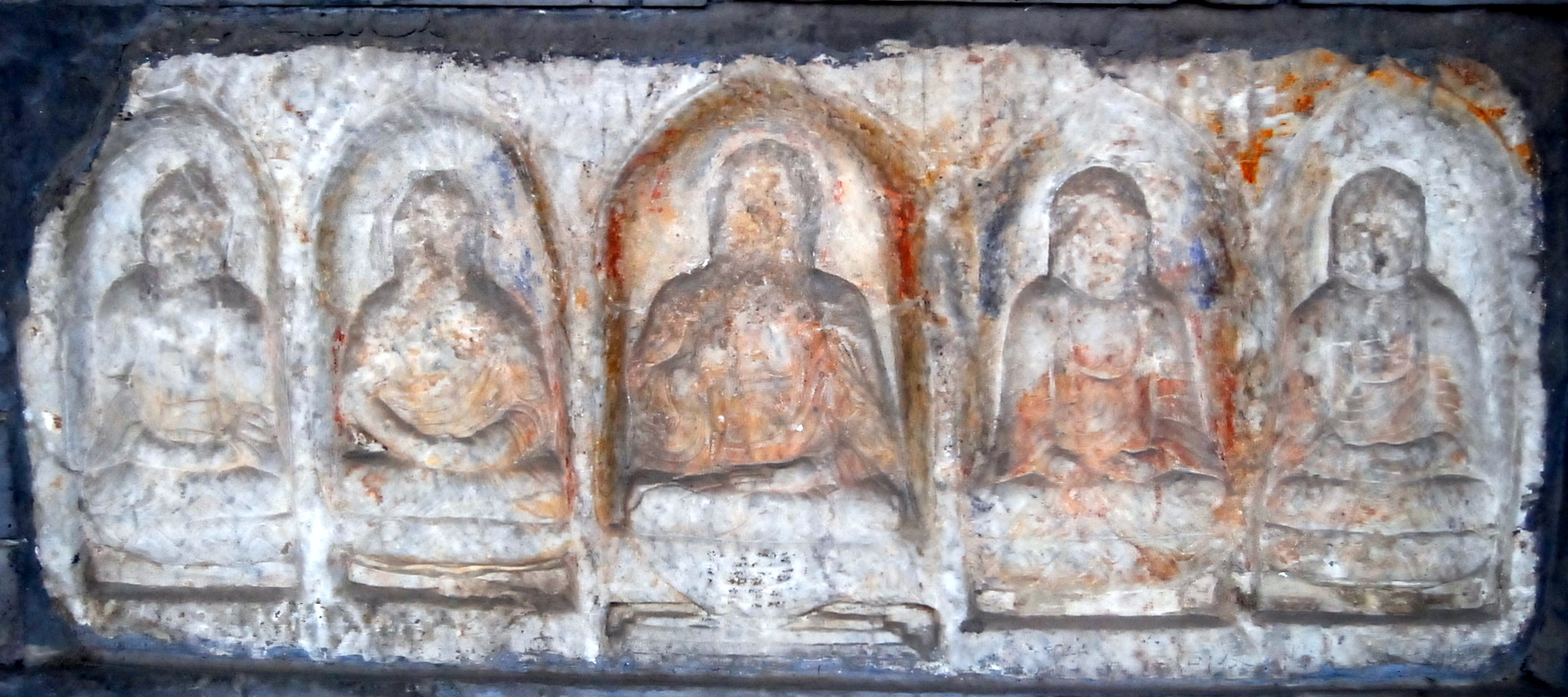
唐朝 李守荣造像，现藏於北京石刻艺术博物馆。

造像記，指各種宗教石窟、神龕等像的製作留下記錄的文字。所謂「像」主要指基於宗教信仰而製作的崇拜對象。因此所謂的「造像記」，就是指「製造這些像的題記」。因而這些文字在書寫或鐫刻之初，皆有相對應的宗教造像。

## 概說
現存著錄中最早的造像記，是北宋趙明誠在《金石錄》中所載十六國時期光初五年（322年）的《前趙浮圖澄造釋迦像碑》題記。
據現存實物，中國早期造像記多見於石或金、銅材質之上。
前者如刻於北魏龍門古陽洞石壁，約完成於北魏景明、正始年間（約500年－508年）的《楊大眼造像記》原石。該造像記作為整個石窟的一部份，記錄楊大眼爲北魏孝文帝「造佛像一區（案：軀）」之事。這類造像記一般較常出現於拓本中，而容易使人忽略其與尊像、石窟間的關係。
後者如美國舊金山亞洲藝術博物館藏《後趙金銅坐佛》所見題記，刻在金銅佛像的台座。其建武四年（338年）銘文是目前傳世中國紀年造像中時代最早者，與《金石錄》所見僅差距十六年。此外，也有以毛筆書寫在龕像附近者，如甘肅永靖炳靈寺169窟所見西秦建弘元年（420年）之阿彌陀佛龕也有題記，此為目前中國地區時代最早的墨書石窟造像記。
而敦煌地區作爲中國佛教發展之重鎮，也留下許多造像題記。如285窟北壁，有分別以墨書寫的西魏大統四年、五年（538年、539年）題記，被視為敦煌現存最早的造像記。目前傳世絹本上最早的題記出自敦煌藏經洞，在高達1.43公尺的彩繪觀音像旁寫有「至德二年（757年）……清河路氏……敬造觀世音菩薩一軀」的榜題。而現藏日本京都清涼寺的《彌勒菩薩》版畫，則標有「甲申」（984年）「高文進畫」、「僧知禮雕」的題記，更是將畫家作品以版畫型式流傳的珍貴造像記實例。
造像記的文字內容大多涉及造像時間、造像者、造像動機、發願對象等。因此，在有關造像時代之政治、經濟、社會、宗教、藝術表現、區域之間的文化交流等方面，可提供許多第一手的研究材料。此外，以研究書法史的立場來觀察造像記，可發現許多造像記的書法具有特殊的美感，例如享有盛名的《龍門二十品》，即是清代後期黃易、康有為等人精選龍門石窟之造像題記，作為碑學書法傑作的20件名品。其書風突破了傳統帖學的範疇，字體結構又反映出漢字演變的過程，故藝術與書法史方面的價值甚高，在近代中國書法藝術的發展中發揮了重要影響。

## 造像記與尊像之間的關係
造像記與造像本身密切相關，隨著整體造像形制的不同，造像記與造像的關係也略有差異。由於一般常見到的是造像記的拓印本，容易使人忽略造像記與造像之間的對應關係。由於造像形制大致可區分為單尊造像、造像塔、造像碑3種類型，以下依此對造像與造像記的關係稍作介紹。
單尊造像的題記較常見於台座上。如臺北國立故宮博物院藏鎏金《釋迦牟尼佛坐像》的獅子座上便有北魏太和元年（477年）題記。這類小型金銅佛因體積小，台座可供題記的面積不大，故題記的內容多不出年款、尊像名、供養人等基本資料。體積較大者如陝西省博物館藏北魏皇興五年（471年）《彌勒交腳坐像》，有方形台座2層，台座背面除基本資料外並有一篇近200字的發願文。此外，在石窟中的龕像也有許多附有造像記，如500年前後龍門古陽洞開始出現具有傳統漢碑形式的造像記。這些造像記雖屬於一個龕像，鐫刻的位置卻可能出現在龕像之外，內容往往也更豐富。
顧名思義，造像塔就是將造像刻在塔型載體。如20世紀後半葉以來在酒泉、敦煌、吐魯番等地發現了十餘座北涼時期的石塔。這些石塔皆有二重塔基以及一覆鉢形塔身，環塔身一周刻有佛、菩薩像8尊。其中有6件刻有明確的記年，如酒泉市博物館藏北涼太緣二年（436年）《段石兒造像塔》，在第2層的圓形基座上除刻有發願文外還有經文。
造像碑多有正、背之分。正面雕刻主要尊像，背面雕與其信仰有關的浮雕或供養人像，碑側則常有紀年或其他尊像。如南朝齊隆緒元年（527年）的《王阿善造像》，正面刻有兩龕，龕內分別有兩位道士裝扮的老者坐于其中，後方另立三位道教女官。造像背面，則刻著供養人王阿善等人像及姓名，如「道民女官王阿善乘車上」等。另外兩邊碑側還刻有「隆緒元年十一月廿五日，女官王阿善造像二軀，願母子萇為善居。」等造像題記。關於造像碑的造型，目前有數種分類方法。依據楊泓的研究，將之區分為「扁體碑形」與「四面體柱狀」兩類。這些造像碑的細部，大致有「碑頂」（碑的頂部，有的雕成仿木構建築的形式）、「碑額」（碑的題額）、「碑陽」（碑的正面）、「碑陰」（碑的背面）、「碑側」（碑的側面）和「碑座」（碑的底座）等數個部位，但不是所有的造像碑都具有這些細部。所謂的「扁體碑形」，又分為「有碑額」、「無碑額」兩種，碑陽多雕刻著主要的龕像，有的碑陰和碑側也有龕像，但大多用來雕刻造像記和供養人像等。「四面體柱狀」的造像碑，則柱體四面均有雕刻，如《陳海龍等四面像碑》。隨造像碑造型的不同，題記的位置隨之變化。
這些造像、造像塔、造像碑的題材十分廣泛，如佛、菩薩、飛天、比丘、供養人或佛教故事等，均爲常見的主題。有時雕刻的匠師，會將這些主題分層布局於一個碑上，使整個碑顯得豐富而有變化，幷足以配合造像記的文字，傳達造像者的心願。一般來說，相較于佛教造像的數量衆多，道教的造像碑就顯得稀少許多，幷常和佛教造像一同出現于一個碑上。在以上3種造像形制中的造像記，又以北魏以來仿漢碑形式的造像記最有藝術特色。如龍門古陽洞《楊大眼造像記》，即有螭首、碑額、碑身、碑座等數個組成部分。學者一般認為，北朝碑形造像記的形式較為古拙，其方趺（方形碑座）、圭形或圓形碑額、螭首等裝飾設計皆繼承漢碑造型又有所發展。隋、唐碑的造型更直承北碑的設計，再加上瑞獸或蔓草紋而彰顯華麗堂皇的效果。

## 造像記的淵源與發展
製造一物件並加上題記，是在各時代、各民族普遍存在風尚，但學者認為中國之造像記又特別以書寫詳細與精美為特色。例如中國周代青銅器上常見「子子孫孫永寶用之」、漢代銅鏡也有如「劉氏作鏡四夷服，…傳告後世樂無極」等銘文，一般被視爲後來佛、道造像記之先驅。
中國佛教在4世紀之後逐漸脫離傳統中國道術而獨立發展。為滿足信仰與崇拜的需要，信徒們出資造像的風氣也日加興盛，從屬於造像的題記也因此產生。然而，早期造像記如前述《後趙金銅坐佛》所見，是小面積附刻于台座，僅記造像年代。此時期也有僅記造像題材者，如炳靈寺169窟北壁11號龕壁畫僅墨書榜題各尊像名號。最遲至5世紀末，如四川茂縣出土的483年《釋玄嵩造像碑》，更在造像記中加入了造像者身分、發願對象等內容。但無論如何，這個時期的造像記給人一種附屬於龕像整體設計的總體印象。
南北朝時期，中國佛教發展步入高峰。特別是北朝地區在佛即君主、禪觀苦修思想的影響下，開窟造像的風氣大盛，造像記也大量出現。以學者對龍門的調查為例，僅有紀年的造像記就近200鋪。至北魏後半期，約500年前後，龍門古陽洞開始出現具有傳統漢碑形式的造像記，如前述《楊大眼造像記》，以及495年《尉遲氏造像記》等。這些造像記的內容多以散文體敘述造像時間、題材、動機、發願文等。由於字數已經多達百餘字，再加上字體放大、鐫刻面積擴大，以及有螭龍、碑額等裝飾，使造像記的地位在石窟、龕像的整體設計中日漸突顯，與早期簡略附屬于龕像台座或背部的情况不可同日而語。
接續北朝遺風，造像記的設計至隋、唐時遂發展出以文字爲主而獨立的碑形造像記，如現藏日本京都藤井有鄰館之隋開皇十二年（592年）《司馬粲造像碑》、龍門石窟之唐貞觀十五年（641年）《伊闕佛龕碑》等。《司馬粲造像碑》僅在類似碑額的位置雕佛像一尊，尊像所占面積不超過同碑造像記文字所占面積的15分之1。《伊闕佛龕碑》還在優美的長篇駢體碑文中描述了石窟開鑿的始末、耗費的人力與物力、石窟內部的設計等內容，造像記本身的形制與內容發展在此時達到高度成熟的階段。然而，唐代在天寶十四年（755年）安祿山攻陷洛陽之後，中原地區便戰亂不斷、民生凋敝，造像活動因此受到打擊。這種情況在造像記中也有明確的反映。以長廣敏雄、水野清一對龍門石窟的統計為例，唐代造像記約以650年－720年左右為全盛期，以後逐漸減少。至西元780年代，石刻與金銅造像上的造像記則接近消失。相對於這種情況，現存四川唐代造像記年代最晚者為光化二年（899年），可見四川地區較爲穩定地保持了北魏晚期以來開窟造像的傳統。此與唐玄宗、僖宗曾入蜀避難期間帶入大批中原地區的匠師，以及唐武宗滅佛時許多高僧也入川弘法等因素有關。據此可知造像記的出現與否，確實能反映出佛教在各時代、各地區多元又複雜的發展情况。
五代以後，中國各地區石窟、佛教寺觀仍有大量佛、道造像與壁畫。造像記的傳統依舊不絕於縷。但在這一類崇拜性質濃厚的造像中，造像記的內容與形式已經沒有更多新的發展。相對于此，在士大夫階級興起，取代貴族而成爲推動佛教徹底中國化的影響之下，許多有文人背景的畫家、畫僧、職業畫家開始創作新型的道、釋人物畫。他們或以白描、減筆潑墨、青綠設色等形式進行創作，使道、釋人物畫的風格逐漸脫離經典、儀軌的限制，發展成更具獨立欣賞價值的藝術品。舉其要者，如《宣和畫譜》所見，北宋內府便藏有數十件李公麟（1049-1106年，1070進士）的道、釋人物畫。元代趙孟頫（1254-1322）有《紅衣羅漢像》（遼寧省博物館藏）、明代丁雲鵬（約1547-1621年）有《三教圖》、《大士像》等（皆北京故宮博物院藏）、明末吳彬有《五百羅漢圖》（美國克利夫蘭博物館藏）、《佛像圖》（北京故宮博物院藏）等，清代金農（1687-1763）、羅聘（1733-1799）等人也有此類創作。其中或者僅記創作年代、作者、題材，也有藉題發揮，題上詩句以明心志者。而這類道、釋人物畫中的題記，是否也可納入造像記的範躊，則有待進一步討論。
以上所見，大致反映出造像記由簡至繁、由粗漸精、由附屬變主要的幾個發展面向。其中，也折射出佛教在中國發展的複雜情况，以及佛教藝術中國化的情境。

## 造像記的史料價值
就造像記的內容而言，大致包括造像之名稱、造像時間、造像者身分、造像者、為誰造像、造像題材、祈願內容等。祈願內容中，經常包含關於此尊造像之宗教意義與造像動機。祈願結尾，則以「頌」、「辭」的形式，重複記述題記的主要內容。透過對這些造像記內容細節的分析、歸納，我們或常可從中找到造像當時的相關具體資料，如造像背景、造像者身分、造像者的社會地位等，搭配其他的文獻材料加以推測、判斷之後，當可讓我們對造像本身、造像時代、甚或造像當時的社會脈絡等，有更深入的認識。

### 造像者的身份、社會階層與社會組織
造像記上，往往刻有供養人的姓名，有的僅由一人出資所造，有些則由數十、百人共同捐造，如《孫秋生等二百人造像釋迦記》等，這些人名，大多會刻在造像上。曾任官職者，即使官職卑微，題名前多會綴述其職，如「前太守護軍長史雲陽伯」（《前太守護軍長史雲陽伯長猷等造彌勒像四軀記》）；僧尼即冠以比丘、比丘尼、沙門、沙門統、沙彌、邑師（邑義之領導法師。所謂邑義乃地方之結社、集會組織）、門師等稱，如「大比丘慧榮」（《大統寺大比丘慧榮造像記》）；平民背景的男女信衆，則自稱佛弟子、清信士、清信女、優婆塞或優婆夷等；若屬邑義成員，即加冠「邑主」、「邑子」、「邑老」等銜，如《楊大眼造像記》一開始即寫道：「邑主仇池楊大眼」，因而可知楊大眼在社會組織中的地位。透過這些人名，一則可看看當時、當地慣常取用之人名姓氏，二則姓名上的頭銜、造像記所載之事迹，亦可補一般傳世文獻的不足，此外，亦可初步瞭解地方之結社的組織情形、推測參與人數多寡，甚若配合其他史料的研究，亦可能進一步瞭解這些社會組織的運作。

### 宗教信仰的歷史情境
造像記內容，往往述及造像者爲國家、皇帝、父母祈福之句，如《比丘惠榮造彌勒像記》，即寫道：「比丘惠榮，仰為皇帝陛下、七世父母、所生父母，敬造彌勒像一區（案：通「軀」）。」透過這些文句的歸納、分析，及行文中所揭示之宗教信仰、經文，領導的法師等，大抵可爲我們勾勒出這些供養人信仰的內容與態度，並且我們也可據此推測當時各種信仰流行的狀況與區域的分佈等。而根據造像的所在位置、紀年、造像內容等，配合實作的風格分析後，也可能幫助我們推測一地或一窟之造像的先後完成年代。如日本學者曾布川寬，及藉由對造像記、造像內容與石窟機構的理解與觀察，推測出龍門賓陽中洞的完成年代，以補藝術史、社會史料之不足。

### 社會經濟的發展
造像記上有時也記錄造像所耗費的資金，例如〈像主崔懃等造石像記〉中有「像主催勤用錢九千□」、「法儀兄弟女五人各錢一百」等的記錄。雖然這些資料看似零碎，但若能根據各種造像的複雜度、規模等加以統計、分析，配合上述之資金資料的搜集與經濟史料的運用，或許可歸納出當時的物價、生活水平，幷進一步評估造像金額多寡與相關問題。

### 文體
造像記上的文字多爲駢文，但根據文字使用、字句安排，可發現這些造像記未必皆出自一流文人之手。因此，透過對每一篇造像記的研讀，或可推測各篇造像記撰文者之文學程度，及當時普遍的文風。至于經常出現特殊字體的使用，甚或筆誤的情形，亦可幫助我們瞭解當時的文字使用習慣。
綜上所言，造像記本身的文獻價值，是非常值得我們正視的。這批史料，可能爲我們提增對早期中國的認識範圍，甚而改寫我們過去既存的印象。

## 造像記的藝術價值
一般而言，造像記是以其書法風格方面的藝術價值最受人稱道。其中，主要又以西元5-7世紀，即北魏後期至唐代前期的作品最為重要。另外，該階段造像記整體的造形設計也充滿裝飾之美，其雕刻也體現著時代的精神與氣息，故應給予關注。
如前述，中國早期的造像記多附于龕像台座或背部。由於僅作記事之用，製作者又多是教育程度不高的工匠，故其書風大多鄙拙粗陋，不受重視。但是其中也有製作精美，在書法風格與字體方面反映時代特色的作品，如現藏臺北國立歷史博物館的北魏天安元年（466年） 《曹天度造塔銘》即為一例。其爲隸書體，而橫畫在左右兩端如中國宮殿之飛檐形式般對稱地翹起，又是針對漢隸的「蠶頭雁尾」筆法加以誇張變化的結果，具有强烈裝飾感。而整體强調出鋒、方截的筆法，充滿尖銳外形的筆畫外形，以及綫條之間滿是衝撞感的風格，又給人豪健雄强的審美印象。西川寧等學者認爲這一類北魏早期造像記的書法與當時南朝流行的二王書風截然不同，是北魏繼承北方「五胡書道」傳統的佳迹。反映出中國北方在長時期受外族控制下，文字隸變脚步較慢的實證。其書風與書體，體現出當時特殊的時代和地域精神。
494年，北魏孝文帝遷都洛陽。此時漢化達到高潮，書風隨之變化，龍門石窟也成爲北魏書法藝術的寶庫。其字體就是一般所說的「魏碑體」。這些造像記的書法在清代乾、嘉以後因金石學和碑學興起、受金石家推崇之後才受到世人注意。龍門造像記就是此時著名的書法、篆刻家黃易（小松）訪拓始顯于世。清代金石學家多重視《始平公》、《孫秋生》、《楊大眼》、《魏靈藏》為四品。後來又增為十品，繼至二十品，作爲龍門造像記中的代表作。但其中仍以黃易所選的《始平公》等四品最為著名。《楊大眼造像記》的書風與《始平公》極爲相似，用筆方峻，結體中斂而外張，只是緊斂的程度比《始平公》略輕，這也可能是陽刻與陰刻有所不同之故。對於北朝碑刻書法，清代包世臣在《藝舟雙楫》中提到書家應以「萬毫齊力」、「五指齊力」的用筆法來學習。而今人沙孟海則批評這種「凡碑皆好」的態度，認爲這些造像記的書風特徵是因刀刻所致，與筆法無關。其實，無論這些造像記碑刻表現的是筆法或是刀法，就書史研究的角度而言，它們已經被公認是北魏書法進入高峰期的作品，並且在漢化政策下出現了南朝化的傾向。
隨著人們對於造像記的重視，隋、唐時期出現了由著名書法家爲造像記書丹的風氣。透過名家書丹，保證了造像記書風的高水平，也讓唐代的造像記書法在當時便被納入書法史中的典範。其中最爲著名者，即前述由初唐四家之一的褚遂良（596-658）所寫的《伊闕佛龕碑》。其實，此碑與其它唐代楷書相較，仍是以橫平豎直、方整矜嚴、結體寬博為結字特徵，故隸意甚濃厚，和《孟法師碑》相近。故康有爲《廣藝舟雙楫》以爲：「《伊闕石龕》，出于《吊比干文》……皆八分之遺法。」便是注目於其雄偉俊逸，認爲這是繼承北朝揉合楷、隸風格的美感。但是，褚遂良雖被稱作北朝書風的大師，但與北朝書風又不盡相同。此碑所見之橫、竪、撇、捺、鈎等筆畫的造形仍充滿了優美的弧綫，而非北朝造像記中截直方銳的效果。綫條中具有柔和、深沉、細膩的律動，立意準確講究著典雅，以此超脫于北碑。《伊闕佛龕碑》的書風適應了人們對圓融與自然之感的喜愛，幷與其晚年之《三藏聖教序》的筆意相通。故清人劉熙載《藝概》評：「兼有歐、虞之勝，至《慈恩》、《聖教》擬之。」
除書法之外，在碑形方面，如前所述，其裝飾紋樣、題材之雕刻不但繼承漢碑傳統，更隨時代演進而有不同的設計，因此也充份體現不同時代的雕刻風格與美感。例如曾布川寬便依據《伊闕佛龕碑》碑形、位置的設計，配合了其它條件，重新考定了龍門賓陽三洞的開鑿年代。而岡田健也利用《三藏聖教序碑》上佛、天人、神將等裝飾母題的雕刻風格，研究初唐長安地區的佛教造像所受6世紀末的北周、7世紀末的西域雕刻的影響。由此可見，碑形造像記的藝術價值實爲佛教雕刻與書法二者結合的結果。

## 外部連結
- 中央研究院歷史語言研究所「文物圖像研究室資料庫」 （页面存档备份，存于）